# اسیدهای آمینه ضروری
اسیدهای آمینه ضروری (به انگلیسی: essential amino acid) به آن دسته از اسیدهای آمینه گفته می‌شود که از اسیدهای آمینه یا مواد دیگر در بدن ساخته نمی‌شوند و یا به مقدار کافی برای رفع نیازهای بدن ساخته نمی‌شوند؛ لذا باید این اسیدها از طریق جیره غذایی روزانه به بدن برسند در غیراین‌صورت عوارض کمبود آنها ظاهر می‌شود.
از نظر زیستی، اسیدهای آمینه به دو گروه اسیدهای آمینه ضروری و غیرضروری تقسیم می‌شوند. اسیدهای آمینه ضروری اسیدهایی هستند که برخلاف گروه دیگر در بدن جانوران از واسطه‌های متابولیک تولید نمی‌شوند و باید از خارج و از طریق غذا به بدن وارد گردند.
اسیدهای آمینه ضروری عبارتند از: لوسین، ایزولوسین، والین، فنیل آلانین، ترئونین، متیونین، تریپتوفان و لیزین. علاوه بر آن‌ها، اسید آمینه‌های هیستیدین برای نوزاد انسان و آرژنین برای نوزاد جانوران ضروری (اساسی) به شمار می‌روند.